# Kolektor (podjetje)
Koncern Kolektor je eno največjih slovenskih podjetij v elektropredelovalni dejavnosti in hkrati eden največjih koncernov na Slovenskem.
Je globalna družba s sedežem v Sloveniji ter mrežo podjetij in podružnic v Evropi, Ameriki in Aziji. Programi so razvojno in poslovno vodeni v poslovnih divizijah: 
- Komponente in sistemi v mobilnosti,
- Elektroenergetika ter
- Inženiring in tehnološki sistemi.